# Bai Jingting
Ne doit pas être confondu avec Bai Jingying.
 (avril 2025).
La mise en forme du texte ne suit pas les recommandations de Wikipédia : il faut le « wikifier ».
Les points d'amélioration suivants sont les cas les plus fréquents. Le détail des points à revoir est peut-être précisé sur la page de discussion.
- Les titres sont pré-formatés par le logiciel. Ils ne sont ni en capitales, ni en gras.
- Le texte ne doit pas être écrit en capitales (les noms de famille non plus), ni en gras, ni en italique, ni en « petit »…
- Le gras n'est utilisé que pour surligner le titre de l'article dans l'introduction, une seule fois.
- L'italique est rarement utilisé : mots en langue étrangère, titres d'œuvres, noms de bateaux, etc.
- Les citations ne sont pas en italique mais en corps de texte normal. Elles sont entourées par des guillemets français : « et ».
- Les listes à puces sont à éviter, des paragraphes rédigés étant largement préférés. Les tableaux sont à réserver à la présentation de données structurées (résultats, etc.).
- Les appels de note de bas de page (petits chiffres en exposant, introduits par l'outil «  Source ») sont à placer entre la fin de phrase et le point final[comme ça].
- Les liens internes (vers d'autres articles de Wikipédia) sont à choisir avec parcimonie. Créez des liens vers des articles approfondissant le sujet. Les termes génériques sans rapport avec le sujet sont à éviter, ainsi que les répétitions de liens vers un même terme.
- Les liens externes sont à placer uniquement dans une section « Liens externes », à la fin de l'article. Ces liens sont à choisir avec parcimonie suivant les règles définies. Si un lien sert de source à l'article, son insertion dans le texte est à faire par les notes de bas de page.
- La présentation des références doit suivre les conventions bibliographiques. Il est recommandé d'utiliser les modèles {{Ouvrage}}, {{Chapitre}}, {{Article}}, {{Lien web}} et/ou {{Bibliographie}}. Le mode d'édition visuel peut mettre en forme automatiquement les références.
- Insérer une infobox (cadre d'informations à droite) n'est pas obligatoire pour parachever la mise en page.

Pour une aide détaillée, merci de consulter Aide:Wikification.
Si vous pensez que ces points ont été résolus, vous pouvez retirer ce bandeau et améliorer la mise en forme d'un autre article.
Bai Jingting ( (zh) , né le 15 octobre 1993) est un acteur, chanteur et entrepreneur chinois. Il est connu pour ses rôles dans les séries The First Frost, Always On The Move (zh), Destined, New Life Begins, Reset, You Are My Hero (zh), pour l'émission de variétés Who's the Murderer et pour le film Yesterday Once More (en),. En 2019, Forbes Chine a classé Bai dans la catégorie « 30 Under 30 Asia », pour ses contributions dans les domaines professionnels. Sa sculpture de cire est dévoilée au musée Madame Tussauds de Pékin, en Chine. En février 2025, il établit un record en devenant le premier et le seul artiste à atteindre l'indice de popularité des trois plateformes Tencent, iQIYI et Youku, ses quatre dramas accomplissant ce paramètre,.
Bai est le fondateur du magasin de produits dérivés et du café « GoodBai » et du studio de gestion artistique « Bai Jingting Studio ». Il figure régulièrement dans la liste Forbes China Celebrity 100. Jusqu'en 2025, pendant cinq années consécutives, chacun de ses drames a été un énorme succès, avec une moyenne de 40 millions de vues par épisode.

## Jeunesse et affaires
Bai est né dans le district de Huairou, à Pékin, et est d'origine mandchoue. Sa famille appartenait à un milieu modeste. Il a terminé sa scolarité àl'école intermédiaire du temple Hongluo et au lycée Huairuo Hongluosi de Pékin, où il s'est concentré sur la musique et les sports, en particulier le saut en hauteur et le basket-ball. Il était champion de saut en hauteur au collège. Dès son plus jeune âge, il commence à apprendre quelques instruments de musique. Il a rejoint des cours de piano et a obtenu, lors d'une compétition nationale, un certificat de compétence de « Grade 10 » en « Non Professional Artist Assessment »,. Il a participé à la « Compétition de basket-ball amateur » de Chine et a également appris à jouer de la guitare. Il est diplômé du Conservatoire de musique de l'Université normale de la capitale (CNU), avec une spécialisation en « Arts de l'enregistrement ». Durant l'année universitaire, en tant que stagiaire, il se concentrera sur sa carrière d'acteur.

### Entreprises commerciales
Bai a poursuivi une direction de développement indépendante ; par conséquent, il n'a pas accepté les offres des agences de talents. Il a décidé de créer son propre studio et de s'implanter dans l'industrie du divertissement. En 2017, il a créé sa propre agence nommée « Beijing Leben Film & Television Culture Media Co. Ltd », spécialisée dans la conception, la production et la distribution de séries télévisées et de films.
En 2021, Bai a fondé sa propre marque de produits dérivés « GoodBai »  et s'est associé au designer Shangguan Zhe pour lancer une ligne de vêtements sous sa marque, ainsi qu'une ligne de chaussures, « ZE by Sankuanz ». Le 5 janvier 2022, « Zhe Tinghao (Shanghai) Brand Management Co. Ltd », son nom anglais est « GoodBai », a été enregistré. À Shanghai, il a ouvert son premier café nommé « GoodBai Café », tirant parti de l'élan de sa marque de produits à succès dans le même quartier.
En 2022, la marque de vêtements de Bai, « Goodbai », a fait ses débuts dans la liste des « 10 meilleures marques de mode qui attirent le plus les consommateurs chinois ». En 2023, la marque a organisé des Pop-up stores à Paris et à Singapour, lors des événements promotionnels Fashion Exchange. En septembre 2023, la marque a collaboré avec Crocs, une entreprise de chaussures américaine, pour lancer une édition exclusive des chaussures « Classic Clog ». En 2024, elle s'associe à l'héritage de Levi's pour produire des collections personnalisées afin de populariser le produit grâce au marketing expérientiel.

## Carrière

### 2014-2020: Les débuts
En 2014, Bai a fréquenté l'Académie du film de Pékin pour améliorer ses talents d'acteur. Après avoir obtenu son diplôme, il a obtenu des rôles mineurs dans diverses séries. Il a fait ses débuts dans la série Back in Time (zh), une adaptation du roman de Jiu Yehui (zh). En 2015, il a été reconnu pour son interprétation de « Yu Chuyuan » dans The Whirlwind Girl, une série d'arts martiaux basée sur le roman de Ming Xiaoxi.
En 2016, Bai a fait ses débuts dans le film romantique Yesterday Once More (en), qui a dépassé les 100 millions de yens dans les trois jours suivant sa sortie. Il a gagné en popularité grâce à l'émission de variétés Who's the Murderer (en) . En 2017, il a joué dans le drame pour jeunes Rush to the Dead Summer (en) où son interprétation de « Lu Zhiang » a reçu un accueil positif, et dans le drame historique The Rise of Phoenixes qui a été bien accueilli.
En 2020, Bai a fait ses débuts dans le rôle principal du drame romantique Irreplaceable Love (zh) . Il a percé lorsqu'il a joué un jeune stagiaire d'entreprise dans le remake chinois acclamé par la critique de la série sud-coréenne Misaeng, intitulé Ordinary Glory (zh).>, Sa série Target Person (zh) a obtenu avec succès 8,7 points au Douban et 9,3 au Zhihu.

### À partir de 2021: une popularité croissante
En 2021, Bai a joué dans le drame sportif Ping Pong (en) en tant que joueur de tennis de table. Sa popularité a grimpé en flèche lorsqu'il a joué le rôle du SWAT « Xing Kelei » dans le drame romantique médical militaire You Are My Hero (zh), qui s'est classé 1er et a gagné plus de 750 millions de vues sur Tencent.
En 2022, Bai a joué dans Reset (en) dans le rôle de « Xiao Heyun », qui est piégée dans une boucle temporelle. Il a dépassé 1,8 milliard de vues sur Tencent Video en une semaine, a atteint un indice de popularité de 30 000, et lui a valu la 1ère place dans la « Character Index List ». Il a joué dans les séries historiques New Life Begins (en) et Destined (en), qui ont toutes deux connu un succès international et sont devenues le drame le plus rapide sur iQIYI à atteindre l'indice de popularité de 10 000. En 2024, son drame d'époque Always On The Move (zh), dans lequel il joue un policier des chemins de fer, a battu le record du drame le plus regardé aux heures de grande écoute, il a atteint 4 % d'audience CVB, ce qui est le plus élevé de l'histoire de CCTV-8. Il a acquis une certaine notoriété dans l'émission de variétés Natural High (en), qui a remporté de nombreux prix,.
En 2025, Bai a joué dans The First Frost dans le rôle de « Sang Yan » , une adaptation du roman romantique de Zhu Yi (zh), qui lors de sa sortie a été classé 6e sur Netflix dans le monde entier,. Il a établi un record en atteignant l'indice de popularité de 10 000 le plus rapidement possible en 2 jours, a dépassé 1,6 milliard de vues en un mois sur Youku et lui a valu le titre de « Meilleur artiste du marché mondial ».

## Carrière musicale
Bai a chanté la bande originale de sa série au cours des premières années de sa carrière. En décembre 2017, il a participé au concert du réveillon du Nouvel An de Hunan Television et a interprété une reprise au piano de « Light Chaser », chantée à l'origine par Yoyo Sham (zh). En mai 2021, il sort son premier single solo No Added Sugar: Zero (zh) sur Happy Camp (en) et NetEase Cloud Music, pour lequel il a écrit les paroles. Il a participé au 4e gala de la télévision centrale de Chine, où il a chanté « Salut militaire »,. En 2022, il a présenté une version pour piano du Canon de Pachelbel, le motif musical principal de la série Reset (en), pour commémorer sa conclusion.
En novembre 2023, lors de l'événement « Golden Roc Night » qui s'est tenu à Shenzhen, Bai a interprété ses chansons « Moon Landing » et « Don't Go ». En 2024, il a été l'artiste vedette du gala du festival du printemps du dragon organisé par China Media Group,. En 2025, il a chanté la bande originale de The First Frost « The Invisible Man », tirée à l'origine de l'album A Perfect Day de Stefanie Sun de 2005 ; elle s'est classée parmi les « 10 meilleures chansons » sur les plateformes de streaming. Lors de la finale de la série, il a interprété au piano la chanson « Willful », composée à l'origine par Mayday, un groupe taïwanais. Le 20 avril 2025, il a rejoint Mayday en tant qu'invité spécial, interprétant deux duos avec Ashin (en) lors de leur concert de célébration du 25e anniversaire au Centre olympique de Tianjin,. Cette performance a atteint le cap des 10 millions de vues sur YouTube en une semaine après sa sortie sur B'in Music (en).

## Ambassades
Bai est le visage de nombreuses marques nationales et internationales. Il est nommé ambassadeur mondial de la marque pour les parfums Versace, Montblanc Eyewear, Louis Vuitton, Cartier, Tom Ford (en), Farfetch, Crocs, Red Bull, Sulwhasoo , HUALUXE Hotels & Resorts, Nescafé, L'Oréal, KFC, OPPO, Junlebao (zh), Vatti et RedBMX, Chine. En 2021, il devient porte-parole de L'Occitane en Chine, présente des produits de soin dans sa première campagne avec la marque française pour la région Asie-Pacifique.
En 2023, Bai est devenu le premier porte-parole chinois de gentle monster (en). Il a assisté au défilé SS22 de Louis Vuitton à Shanghai, présenté comme une célébrité asiatique à Paris. En décembre 2024, il a été annoncé comme nouvel ambassadeur de la marque Salomon Group, une marque de sport française. En 2025, en tant qu'ambassadeur de la marque, il a assisté au « Cartier Nature Sauvage Gala » qui s'est tenu à la National Gallery de Singapour,.
Bai a d'abord attiré l'attention en tant que mannequin avant de se lancer dans le métier d'acteur. Il a participé à des concours de mannequinat et a été reconnu pour ses compétences. Il est une figure éminente du monde de la mode et apparaît régulièrement dans Vogue, GQ, Harper's Bazaar, Elle, L'Officiel Hommes, Esquire, Dazed, Marie Claire, Lion, Cosmopolitan, Uno China, New York Times, Condé Nast Traveler, Men's Folio, Arena (en), NeufMode, Style (en), WSJ (en), T Magazine et d'autres magazines internationaux d'élite.

## Philanthropie et image médiatique
Bai est connu pour ses efforts philanthropiques, soutenant diverses causes caritatives liées à l'éducation et à la réduction de la pauvreté. Il a sensibilisé le public aux enfants autistes en soutenant la China Children's Foundation et le Tianyun Hearing & Language Rehabilitation Training Center à Tongzhou, Pékin ; a fait don de 2 millions de yens à la China Relief Foundation, fournissant des fournitures aux zones touchées par de fortes pluies dans le nord-est de la Chine et contribuant aux efforts de secours pour le tremblement de terre de Jishishan en 2023 dans le Gansu,.
En avril 2025, Bai comptait plus de 4 millions d'abonnés sur Instagram et plus de 36 millions sur Weibo. Son succès au sein de l'industrie, tant critique que commerciale, lui a valu le titre de « Dieu des idoles contemporaines ». En 2025, il a été classé 1er dans le « Top 10 des artistes de C-Drama sur les marchés mondiaux », classé 1er dans « l'artiste chinois le plus célèbre et le plus populaire »,, classé 2e dans le « Top 5 des célébrités de la génération Z »,, classé 4e dans le « Top 5 des acteurs en compétences d'acteur », Il a été classé 1er dans le « Top 5 des IP et influenceurs de la mode en Asie » et 2e dans la « célébrité la plus engageante » pour les recommandations de marque sur Douyin,. En 2024, il a été classé 1er dans la catégorie « Acteur chinois le plus recherché sur Douyin » avec 3 milliards de téléspectateurs. Il a été classé parmi les « 10 acteurs les plus beaux »  et les « 20 acteurs chinois les plus prometteurs ». En 2022, il a été classé 9e dans le « Top 10 des acteurs chinois émergents » et 6e dans le « Top 10 des recherches de célébrités sur Weibo ».

### Litige
En décembre 2024, après avoir enduré une année de cyberintimidation, Bai a intenté une action en diffamation contre « Li et Fang Moumou », affirmant qu'ils avaient malicieusement déformé et fabriqué des faits, laissant croire à tort qu'il avait interféré avec une représentation lors du gala de la fête du printemps, constituant ainsi une violation de ses droits à la réputation. La télévision centrale de Chine a confirmé que l'émission s'était déroulée comme prévu et que Bai était innocent. En février 2025, le tribunal Internet de Pékin a statué en faveur de Bai, déclarant que les accusés n'avaient pas produit de preuves pour étayer leurs accusations. Ils ont reçu l'ordre de présenter des excuses publiques et de dédommager Bai ¥ 35 000 pour le préjudice causé.

## Filmographie

### Films
| Année   | Titre                                      | Rôle          | Remarques               |        |
| ------- | ------------------------------------------ | ------------- | ----------------------- | ------ |
| 2015    | L'amour de la magie                        | Jiang Yizhe   | Court métrage           |        |
| 2015    | Une manière unique                         | Lu Shu        | Court métrage           |        |
| 2016    | Yesterday Once More (en)                   | Gao Xiang     | Rôle principal          |        |
| 2019    | La jeunesse chinoise à la une des journaux | Yang Xiangguo | Court métrage           |        |
| 2021    | Notre nouvelle vie                         |               | Camée                   |        |
| À venir | Restez réaliste                            | Wang Changhai | Comédie Science-fiction | [ 94 ] |

### Séries télévisées
| Année   | Titre                                                       | Rôle            | Canal                           | Remarques      | Référence |
| ------- | ----------------------------------------------------------- | --------------- | ------------------------------- | -------------- | --------- |
| 2014    | Back in Time (zh)                                           | Qiao Ran        | Sohu                            | Deuxième piste | [ 95 ]    |
| 2014    | Wonder Lady                                                 | Xiao Bai        |                                 | Camée          |           |
| 2015    | The Whirlwind Girl                                          | Yu Chuyuan      | Hunan TV, Mango TV              | Principal      | [ 96 ]    |
| 2017    | Rush to the Dead Summer (en)                                | Lu Zhiang       | Hunan TV                        | Deuxième piste | [ 97 ]    |
| 2018    | The Rise of Phoenixes Ep:13 Onwards                         | Gu Nanyi        | Hunan TV, Mango TV, iQIYI       | Secondaire     | [ 98 ]    |
| 2020    | Ordinary Glory (zh)                                         | Sun Yiqiu       | Dragon TV, Zhejiang (en), Youku | Principal      | [ 99 ]    |
| 2020    | Target Person (zh)                                          | Hao Ran         | Mango TV                        | Principal      | [ 100 ]   |
| 2020    | Irreplaceable Love (zh)                                     | Li Luoshu       | Jiangsu TV (en)                 | Principal      | [ 101 ]   |
| 2021    | Ping Pong (en)                                              | Xu Tan          | iQIYI                           | Principal      | [ 102 ]   |
| 2021    | You Are My Hero (zh)                                        | Xing Kelei      | iQIYI                           | Principal      | [ 103 ]   |
| 2021    | Octogenarians And The 90s (zh)                              | Guo Sanshuang   | Mango TV                        | Principal      | [ 104 ]   |
| 2021    | New Generation (zh) Story 5: Because I Have a Home Ep:33-40 | Zhuang Xiaodong | iQIYI                           | Principal      | [ 105 ]   |
| 2022    | Reset (en)                                                  | Xiao He Yun     | Tencent Video                   | Principal      | [ 106 ]   |
| 2022    | New Life Begins (en)                                        | Yin Zheng       | iQIYI                           | Principal      | [ 107 ]   |
| 2023    | Destined (en)                                               | Gu Jiusi        | iQIYI                           | Principal      | [ 108 ]   |
| 2023    | Never Too Late (zh)                                         | Zhou Ye Wen     | Tencent Video                   | Secondaire     | [ 109 ]   |
| 2024    | Always On The Move (zh)                                     | Wang Xin        | CCTV-8, iQIYI                   | Principal      | [ 110 ]   |
| 2025    | The First Frost                                             | Sang Yan        | Youku, Netflix                  | Principal      | [ 111 ]   |
| 2025    | Justifiable Defense (en)                                    | Li Mufeng       | iQIYI, CCTV                     | Principal      | [ 112 ]   |
| À venir | Mobius (en)                                                 | Ding Qi         | iQIYI                           | Principal      | [ 113 ]   |

### Travaux de doublage
| Année | Titre                             | Réseau   | Note                |
| ----- | --------------------------------- | -------- | ------------------- |
| 2021  | Documentaire historique « Chine » | Mango TV | Épisode 3 : Torrent |

### Spectacles de variétés
| Year | Title                           | Role                                      | Ref.    |
| ---- | ------------------------------- | ----------------------------------------- | ------- |
| 2015 | Survivor Games (zh)             | Cast Member                               |         |
| 2016 | Who's the Murderer              | Cast Member                               | [ 114 ] |
| 2016 | Fighting Man (zh)               | Cast Member                               |         |
| 2017 | Who's the Murderer Season:2     | Cast Member                               | [ 115 ] |
| 2017 | Who's the Murderer Season:3     | Cast Member                               |         |
| 2018 | Twenty-Four Hours (zh) Season:3 | Cast Member                               |         |
| 2018 | Who's the Murderer Season:4     | Cast Member                               |         |
| 2019 | Dunk Of China (zh) Season:2     | Contestant Amateur Basketball Competition | [ 116 ] |
| 2019 | Who's the Murderer Season:5     | Cast Member                               | [ 117 ] |
| 2020 | Who's the Murderer Season:6     | Cast Member                               | [ 118 ] |
| 2022 | The Oasis (zh)                  | Cast Member                               | [ 119 ] |
| 2023 | Natural High (en)               | Cast Member                               | [ 120 ] |
| 2024 | Natural High (en) Season:2      | Cast Member                               | [ 121 ] |

### Participation à d'autres spectacles
| Année | Titre                                       | Rôle   | Réf.    |
| ----- | ------------------------------------------- | ------ | ------- |
| 2018  | Qui est l'homme clé (en) EP:7               | Invité |         |
| 2018  | Camp heureux (zh)                           | Invité |         |
| 2020  | Allez au réfrigérateur (zh) Season:6 EP:7,8 | Invité | [ 122 ] |
| 2021  | La Grande Évasion (zh) Season:3 EP:3        | Invité |         |
| 2022  | Allez vous battre ! Season:8 EP:5           | Invité |         |
| 2022  | As contre As (zh) Season:7 EP:2             | Invité | [ 123 ] |
| 2023  | Allez vous battre ! Season:9 EP:12          | Invité |         |
| 2024  | Bonjour samedi (zh) EP:6                    | Invité | [ 124 ] |
| 2025  | Bonjour samedi (zh) EP:9                    | Invité | [ 124 ] |

## Discographie

### Singles
| Année | Titre                         | Artiste      | Réf.    |
| ----- | ----------------------------- | ------------ | ------- |
| 2021  | Sans sucre ajouté : zéro (zh) | Bai Jingting | [ 125 ] |
| 2023  | Ne pars pas                   | Bai Jingting | [ 126 ] |
| 2023  | alunissage                    | Bai Jingting | [ 126 ] |

### OST
| Année | Titre                               | Album                     | Artiste                                     | Réf.    |
| ----- | ----------------------------------- | ------------------------- | ------------------------------------------- | ------- |
| 2014  | Un brin                             | Retour dans le temps (zh) | Bai Jingting                                | [ 127 ] |
| 2014  | Une route                           | Retour dans le temps (zh) | with Yang Jue, Du Weihan                    | [ 127 ] |
| 2016  | Confusion de la jeunesse            | Yesterday Once More (en)  | with Li Hongyi, Ding Guansen & Zhao Wenlong | [ 128 ] |
| 2016  | Combattons Theme Song               | Homme combattant (zh)     | with Jing Boran, Yang Shuo                  | [ 128 ] |
| 2021  | Gloire du ping-pong                 | Ping Pong (en)            | with Timmy Xu                               | [ 129 ] |
| 2021  | Une à gauche et une à droite        | Ping Pong (en)            | Bai Jingting                                | [ 129 ] |
| 2022  | Le guerrier solitaire (Gu Yong Zhe) | Ésotérique                | Chinese Version Original song by Eason Chan |         |
| 2023  | Je souhaite être comme le vent      | Destined (en)             | with Yi Dong                                | [ 130 ] |
| 2023  | Couleur vraie                       | Destined (en)             | Bai Jingting                                | [ 130 ] |
| 2025  | L'homme invisible                   | Le premier gel            | Bai Jingting                                | [ 131 ] |

### Interprétation au piano
| Année | Version pour piano                   | Artiste           | Canal                             | Note                                                   | Ref.    |
| ----- | ------------------------------------ | ----------------- | --------------------------------- | ------------------------------------------------------ | ------- |
| 2018  | Chasseur de lumière (Zhui Guang Zhe) | Bai Jingting      | Télévision par satellite du Hunan | Hunan New Year Concert Original singer: Yoyo Sham (zh) |         |
| 2022  | Le Canon de Pachelbel                | Bai Jingting      | Vidéo Tencent                     | Reset (en) Signature Ringtone                          | [ 132 ] |
| 2025  | Délibéré                             | with Zhang Ruonan | Youku                             | Original Band: Mayday                                  | [ 133 ] |

### Concerts en direct
| Year | Title                                     | Events                                | Artist                                            | Channel                                                       | Ref.    |
| ---- | ----------------------------------------- | ------------------------------------- | ------------------------------------------------- | ------------------------------------------------------------- | ------- |
| 2018 | Chengdu                                   | New Year Concert                      | Bibi Zhou (en), Jennifer Chan (en) & Bai Jingting | Hunan TV                                                      |         |
| 2019 | I Love You, China                         | 70th Anniversary: Foundation of China | Various artists & Bai Jingting                    | Beijing TV, Dragon TV, Hunan TV, Zhejiang (en), Shandong (en) |         |
| 2020 | Want To See You (Xiang Jian Ni)           | China TV Drama Awards                 | Tan Songyun and Bai Jingting                      | Anhui TV (en)                                                 | [ 134 ] |
| 2020 | Your Answer (Ni De Da An)                 | Year Of Fighting Event                | Huang Xiaoyun and Bai Jingting                    | China HunanTV Entertainment Circle                            | [ 134 ] |
| 2021 | Military Salute                           | China Central TV Gala                 | Vin Zhang and Bai Jingting                        | China Media Group                                             |         |
| 2021 | Goodnight                                 | JD 618 (en) Night Event               | Xiao Gui and Bai Jingting                         | Beijing Satellite                                             |         |
| 2021 | Sparrow                                   | JD 11.11 Night Event                  | Lee Young-ho and Bai Jingting                     | Beijing Satellite                                             |         |
| 2022 | The Lone Warrior                          | Summer Graduation Concert             | Zhou Shen and Bai Jingting                        | Bilibili                                                      | [ 135 ] |
| 2023 | Don't Go                                  | Douyin Wonderful Night Event          | Douyin                                            | Jike Junyi (zh) and Bai Jingting                              | [ 136 ] |
| 2024 | Passing By                                | NZND Concert                          | Wei Daxun and Bai Jingting                        | [MangoTV Mystery                                              | [ 137 ] |
| 2024 | Climbing Spring Mountain (Shang Chunshan) | Spring Festival Gala                  | Wei Chen, Wei Daxun and Bai Jingting              | China Central TV                                              | [ 137 ] |
| 2025 | Willful                                   | Mayday's "Back To That Day" Concert   | Ashin and Bai Jingting                            | B'in Music (en)                                               | [ 138 ] |
| 2025 | Step By Step                              | Mayday's "Back To That Day" Concert   | Ashin and Bai Jingting                            | B'in Music (en)                                               | [ 139 ] |

### Apparitions dans des clips vidéo
| Année | Titre                                    | Artiste            | Canal           | Ref.    |
| ----- | ---------------------------------------- | ------------------ | --------------- | ------- |
| 2025  | Délibéré The First Frost                 | Au secours         | B'in Music (en) | [ 140 ] |
| 2025  | Je suis tellement en toi The First Frost | Xiao Bingchih (zh) | B'in Music (en) | [ 141 ] |

## Récompenses et nominations
| Année | Titre                                                                      | Catégorie                                        | Rôle                                    | Résultat   | Référence |
| ----- | -------------------------------------------------------------------------- | ------------------------------------------------ | --------------------------------------- | ---------- | --------- |
| 2015  | Star Show Award Ceremony                                                   | Trendy Newcomer                                  |                                         | Lauréat    | [ 142 ]   |
| 2015  | China TV Drama Ceremony Jury Award (en)                                    | Best New Actor                                   | The Whirlwind Girl                      | Nomination |           |
| 2016  | 13th Guangzhou Student Film Festival                                       | Favorite Character: Gao Xiang                    | Yesterday Once More (en)                | Lauréat    |           |
| 2016  | 2nd OK! The Style Awards                                                   | Most Loved New Actor                             |                                         | Lauréat    | [ 143 ]   |
| 2016  | FHM 12th Anniversary Night                                                 | Most Promising Popular Idol                      |                                         | Lauréat    | [ 144 ]   |
| 2016  | Fashion COSMO Beauty Festival                                              | Youth Idol                                       |                                         | Lauréat    |           |
| 2016  | Youku Young Choice Awards                                                  | Role Model                                       |                                         | Lauréat    | [ 145 ]   |
| 2017  | NetEase Attitude Awards                                                    | Young Actor Award                                | Yesterday Once More                     | Lauréat    | [ 146 ]   |
| 2017  | Shanghai Film Critics Awards                                               | Best New Actor                                   | Yesterday Once More                     | Nomination |           |
| 2017  | The Actors of China Awards                                                 | Outstanding Actor                                | Rush to the Dead Summer (en)            | Lauréat    |           |
| 2017  | The Actors of China Awards                                                 | Best Performance By An Actor                     | Rush to the Dead Summer (en)            | Lauréat    |           |
| 2019  | 2nd Cultural & Entertainment Industry Congress                             | Fashion Trending Figure                          |                                         | Lauréat    | [ 147 ]   |
| 2020  | Douyin Star Motion Night:                                                  | Best Performing Actor of the Year                |                                         | Lauréat    |           |
| 2020  | Weibo Awards                                                               | Anticipated Actor of the Year                    | Ordinary Glory (zh)                     | Lauréat    |           |
| 2020  | 12th China TV Drama Awards                                                 | Leap Actor of the Year                           | Ordinary Glory (zh)                     | Lauréat    |           |
| 2021  | The 32nd Huading Awards                                                    | Best Actor In a Contemporary TV Series           | Ordinary Glory (zh)                     | Nomination |           |
| 2021  | 6th China TV Drama Quality Jury Awards (en)                                | Media's Most Noticed Television Star             | Ordinary Glory (zh)                     | Lauréat    |           |
| 2021  | 6th China TV Drama Quality Jury Awards (en)                                | Weibo Most Noticed Actor                         | Ordinary Glory (zh)                     | Lauréat    |           |
| 2021  | Weibo Awards                                                               | Actor of the Year                                | You Are My Hero (zh)                    | Lauréat    | [ 148 ]   |
| 2021  | 2nd Screen Integration Communication Ceremony                              | Vibrant Actors on Screen                         |                                         | Lauréat    |           |
| 2021  | Bazaar Annual Awards                                                       | Charming ICON                                    |                                         | Lauréat    |           |
| 2021  | The 16th Seoul International Drama Festival                                | Best Actor                                       | You Are My Hero (zh)                    | Nomination | [ 149 ]   |
| 2021  | GQ Person of the Year Ceremony                                             | The Most Powerful Person                         |                                         | Lauréat    |           |
| 2022  | Zhihu Awards (en)                                                          | Actor Of the Year                                | Reset (en)                              | Lauréat    |           |
| 2023  | GQ Person Of the Year Ceremony                                             | The Most Powerful Person                         | Reset (en)                              | Lauréat    |           |
| 2023  | The 35th Huading Awards                                                    | Most Popular Actor In a Television Series        | Reset (en)                              | Nomination | [ 150 ]   |
| 2023  | 3rd New Era International Television Festival Conch Award                  | Most Popular Actor In the New Era                | Reset (en)                              | Lauréat    |           |
| 2023  | iQIYI TV & Movie Jury Awards                                               | Annual Influential Actor                         | New Life Begins (en)                    | Lauréat    |           |
| 2024  | Weibo Awards                                                               | Quality Actor of the Year                        | Destined (en)                           | Lauréat    | [ 151 ]   |
| 2024  | iQIYI TV & Movie Jury Awards                                               | Best Popular Actor                               | Destined (en)                           | Lauréat    |           |
| 2024  | 15th Golden Lotus Awards (Macau International Movie & Television Festival) | Best Actor                                       | Always On The Move (zh)                 | Nomination |           |
| 2024  | China TV Drama Quality Jury Awards (en)                                    | Breakthrough Performance By The Star of The Year | Always On The Move (zh)                 | Lauréat    | [ 152 ]   |
| 2025  | Weibo Awards                                                               | Quality Actor of the Year                        | Always On The Move (zh)                 | Lauréat    |           |
| 2025  | 3rd CMG China TV Drama Annual Ceremony (en)                                | Breakthrough Actor of The Year: Male             | Always On The Move (zh)                 | Lauréat    | [ 153 ]   |
| 2025  | Tencent Video TV And Movie Award                                           | Popular Variety Show Group of the Year           | Natural High (en) Season 2: Lets Go Now | Lauréat    | [ 154 ]   |